# GayVN Awards 2020
La 15ª edizione dei GayVN Awards ha avuto luogo presso il The Joint dell'Hard Rock Hotel Casino di Las Vegas il 20 gennaio 2020.
La cerimonia è stata presentata da Alec Mapa e Nicole Byer, con performance musicali di King Princess e Alyssa Edwards.

## Vincitori e candidati
I vincitori sono indicati in grassetto

### Hall of Fame
- Tim Valenti, CEO di NakedSword/Falcon Studios

### Best Actor
- DeAngelo Jackson - Blended Family (Icon Male/Mile High)
- Max Adonis - Dirty Deeds (Men.com)
- Bruce Beckham - Get Your Dick Outta My Son! (Men.com/Pulse)
- Matthew Camp - Camp Chaos (Men.com)
- Nick Capra - Don’t Tell My Wife (Icon Male/Mile High)
- Sean Ford - Le Garçon Scandaleux (CockyBoys/PinkTV)
- Max Konnor - Feed Me Your Love (PeterFever.com)
- Ricky Larkin - At Large (Raging Stallion/Falcon)
- Riley Mitchel - The Night Riders (Raging Stallion/Falcon)
- Cameron Parks - Vegas Nights (HelixStudios.com)
- Pierce Paris - The Legend of Big Cock (Men.com)
- Michael Roman - My Stepdad's Stepdad (Icon Male/Mile High)
- Nic Sahara - Five Brothers: Family Values/The Takedown (NakedSword.com)
- Mickey Taylor  - Psycho Joe (NakedSword/Falcon)
- Roman Todd - Beach Rats of Lauderdale (Falcon Studios)

### Best All-Sex Movie
- Love and Lust in Montreal (Falcon Studios)
- Bare (NakedSword/Falcon)
- Desert Daddies (Pantheon Productions)
- Dog Eat Dog (Kristen Bjorn/Sarava)
- Elder Calder (1-6) (Missionary Boys/Pulse)
- Father and Son Secrets (Dragon Media/Adult Empire)
- Fuck the Police: Black on Black (Fuck Champ Robinson/Pulse)
- Jambo Africa: An Adventure Begins (Bel Ami/Pulse)
- Just Being Me (CockyBoys)
- MixTape Vol. 3 (BoomBoxxx/Cockyboys)
- Outta the Park! (Raging Stallion/Falcon)
- Palm Springs Day Pass (Hot House/Falcon)
- Preloaded (SkynMen/Pulse)
- Repent (Dominic Pacifico Entertainment/Pulse)
- Sexual Favors (Noir Male/Mile High)

### Best Bi Sex Scene
- Natalie Mars, Ella Nova, Ricky Larkin & Wesley Woods - Free for All (WhyNotBi.com)
- Lauren Phillips, Pierce Paris & Wolf Hudson - Bi Peg To Differ (BiPhoria)
- Petra Blair, Lance Hart & Michael DelRay - Bi-Sexually Active 3 (Devil's Films/Pulse)
- Silvia Saige, Dante Colle & Ruckus XXX - Coming Out Bi 7 (Cal Vista/Metro/Pulse)
- Lisey Sweet, Colby Jansen & Wolf Hudson - Pool Boys (BiPhoria)

### Best Director – Feature
- Jake Jaxson & RJ Sebastian - Le Garçon Scandaleux (CockyBoys/PinkTV)
- Steve Cruz - At Large (Raging Stallion/Falcon)
- Tony Dimarco - Beach Rats of Lauderdale (Falcon Studios)
- Cory Krueckeberg - Camp Chaos (Men.com)
- Chi Chi LaRue - Don’t Tell My Wife (Icon Male)
- mr. Pam - Five Brothers: Family Values/The Takedown (NakedSword.com)
- Ettore Tosi - It Happened in Ibiza (Lucas Kazan)
- Steve Cruz & Chi Chi LaRue - The Night Riders (Raging Stallion/Falcon)
- Anthony Duran & Trenton Ducati - Please, Mr. Postman (FamilyDick.com)
- Marc MacNamara - The Rental House (Men.com)
- Rocco Steele - Rocco Steele’s Cell Block D (Dragon Media)
- Alter Sin - Sacred Band of Thebes (Men.com)
- Antoine Lebel - US Road Twinks (French-Twinks.com)
- Alex Roman - Vegas Nights (HelixStudios.com)
- Max Carter - Winter Break (8teenBoy.com)

### Best Director – Non-Feature
- Steve Cruz - Outta the Park! (Raging Stallion/Falcon)
- Dirk Yates - Ambushed 10 (Active Duty/Pulse)
- mr. Pam - Bare (NakedSword/Falcon)
- Gio Caruso - Blowing the Game (Pride Studios/Pulse)
- Rocco Fallon - Buddies Bustin’ (Next Door Studios/Pulse)
- Kristen Bjorn - Busting Manholes (Kristen Bjorn/Pulse)
- Nick Moretti - An Epic Orgy (SkynMen/Pulse)
- Rocco Steele - Father and Son Secrets (Dragon Media/Adult Empire)
- Luke Hamill - Jambo Africa: An Adventure Begins (BelAmi/Pulse)
- Jake Jaxson & RJ Sebastian - Just Being Me (CockyBoys)
- Champ Robinson - Loading Las Vegas (Fuck Champ Robinson/Pulse)
- Tony Dimarco - London Calling (Falcon Studios)
- Chi Chi LaRue - Love and Lust in Montreal (Falcon Studios)
- Trenton Ducati - Palm Springs Day Pass (Hot House/Falcon)
- Dominic Pacifico - Repent (Dominic Pacifico/Pulse)

### Best Duo Sex Scene
- Ashton Summers & Pheonix Fellington - Fellington's Flip Fuck (HelixStudios.com)
- Calvin Banks & Josh Brady - Alphas (HelixStudios.com)
- Austin Wilde & Mateo Vice - Austin Creampies Mateo (GuysinSweatpants.com)
- Jay Dymel & Ryan Stone - Bare: Boyfriends and Fuck Buddies (NakedSword/Falcon)
- Boomer Banks & Wade Wolfgar - Boomer and Wade Flip Fuck (RawFuckClub.com)
- Brock Banks & Ty Mitchell - Brock Banks & Ty Mitchell (CockyBoys.com)
- Trevor Laster & Spencer Laval - Country Livin’ (NextDoorStudios.com)
- Cutler X & Gabriel Cross - Cutler X & Gabriel Cross (CutlersDen.com)
- JJ Knight & Joey Mills - Elevator Pitcher (Men.com)
- Max Konnor & Skyy Knox - The Hitchhiker (Noir Male/Mile High)
- Alex Mecum & Carter Dane - Just Being Me (CockyBoys)
- Steven Lee & Jack Kross - Love and Lust in Montreal (Falcon Studios)
- Devin Franco & Jonathan Miranda - London Calling (Falcon Studios)
- Jessie Colter & Drake Masters - Outta the Park! (Raging Stallion/Falcon)
- Tim Kruger & John Thomas - Tim Kruger Barebacks John Thomas (Timtales.com)

### Best Feature
- Vegas Nights (HelixStudios.com)
- At Large (Raging Stallion/Falcon)
- Beach Rats of Lauderdale (Falcon Studios)
- Camp Chaos' (Men.com)
- Don’t Tell My Wife (Icon Male/Mile High)
- Five Brothers: Family Values/The Takedown (NakedSword.com)
- It Happened in Ibiza (Lucas Kazan/Pulse)
- Le Garçon Scandaleux (CockyBoys/PinkTV)
- The Night Riders (Raging Stallion/Falcon)
- Please, Mr. Postman (FamilyDick.com)
- The Pledge (Falcon Studios)
- The Rental House (Men.com)
- Sacred Band of Thebes (Men.com/Pulse)
- US Road Twinks (French-Twinks.com)
- Winter Break (8teenBoy.com)

### Best Fetish Sex Scene
- Alex Mecum & Michael DelRay - My Brother's Discipline (Kink.com)
- Kayden Gray & Damon Heart - #1 Fan (MenAtPlay.com)
- Dallas Steele & Austin L Young - Austin & The Taylor: The Fitting (FunSizeBoys.com)
- Arad Winwin & Dillon Diaz - Dillon Diaz Serves the House (Bound Gods/Kink.com)
- Brian Bonds, Dale Savage & Josh Mikael - FFPD - Fist Fuck Police Department (Club Inferno/Falcon)
- Max Carter & Andy Taylor - Fist First (HelixStudios.com)
- Axel Abysse & Ray Dexter - Follow Me (AxelAbysse.com)
- Michael DelRay, Dante Colle & Lance Hart - Gay Super Villains (Lance Hart Studios/Joy Media Group)
- Armond Rizzo & Jack Dyer - In Dyer Need (GentlemensCloset.com)
- Dirk Caber, Jessie Colter & Tyler Rush - Leather Dogs (Fetish Force/Falcon)
- Joel Someone, Michael DelRay, Manuel Skye & Greg McKeon - President Lewis: The Sacrament (MissionaryBoys.com)
- Dominic Pacifico & Casey Everett - Repent (Dominic Pacifico/Pulse)
- Devin Franco, Wesley Woods & Myles Landon - Rosebud (NastyDaddy.com)
- Taylor Reign & Cade Maddox - Taylor Reign & Cade Maddox RAW (CockyBoys.com)
- Bo Sinn & Drew Dixon - Wall Stuffed Part 1 (Bromo.com)

### Best Group Sex Scene
- Alam Wernik, Blake Ryder, Jay Dymel, Nic Sahara & Sean Duran - Five Brothers: The Takedown (NakedSword/Falcon)
- Brian Bonds, Mason Lear, Avatar Akyia, Harlem Jock, Kurtis Wolfe & Dart Delgado - Big Dick Orgy (RawFuckClub.com)
- Deacon, Daniel, Sean & Jackson - Deacon’s Bareback Gangbang (SeanCody.com)
- Michael Roman, Dallas Steele, Joey Milano & Riley Mitchel - Desert Daddies (Pantheon Productions/Pulse)
- Tony Dazzle, Tommy DeLuca, Ray Diesel, Atlas Grant, Blake Houston, Seth Knight, Chris Knight, Riley Mitchel, Jake Morgan, Ryan Powers, Manuel Scalco, Joel Someone, Clay Towers & Billy Warren - An Epic Orgy (SkynMen/Pulse)
- Alex Rim, Max Marciano, Zach Country & Zane Williams - Party Foul Plow (FraternityX.com)
- Woody Fox, Sean Duran, Riley Mitchel & Dante Colle - The Night Riders (Raging Stallion/Falcon)
- Wesley Woods, Myles Landon, Michael Boston & Joe Ex - Please, Mr. Postman 5: Return to Sender (FamilyDick.com)
- Devin Franco, Colton Reece, Brandon Wilde, Trevor Miller, Nic Sahara & Zak Bishop - The Pledge (Falcon Studios)
- Nick Capra, Rocco Steele, Alessio Vega, Cade Maddox & Ray Diesel - Rocco Steele’s Cell Block D (Dragon Media)
- Ryan Bones, JJ Knight, Diego Sans, William Seed, François Sagat & D.O. - Sacred Band of Thebes (Men.com)
- Kyle Ross, Tyler Hill, Joey Mills, Cameron Parks, Julian Bell, Angel Rivera & Corey Marshall - Vegas Nights (HelixStudios.com)
- Joel Someone, Champ Robinson, Harlem Jock, Devin Masters, Jamaican Boi, Takken, Casanova & Adonisboss - Who’s My Baby Daddy?! (Fuck Champ Robinson/Pulse)
- Blake Mitchell, Julian Bell, Jamie Ray, Milo Harper, Trevor Harris, Caleb Gray, Riley Finch & Taylor Coleman - Winter Break 10: Keeping Warm (8teenBoy.com)
- Enzo Lemercier, Paul Delay, Chris Loan, Doryann Marguet, Chris Summers, Justin Stone & Alex Killborn - US Road Twinks (French-Twinks.com)

### Best Newcomer
- Alex Riley (ex aequo)
- Nic Sahara (ex aequo)
- Michael Boston
- Dillon Diaz
- Drew Dixon
- Nick Fitt
- Johnny Hands
- Steven Lee
- Nico Leon
- Drake Masters
- Rhyheim Shabazz
- Sharok
- Joel Someone
- Zario Travezz
- Colby Tucker

### Best Supporting Actor
- Dante Colle - At Large (Raging Stallion/Falcon)
- Beaux Banks - Girls Night (Men.com/Pulse)
- Cory Kane - Le Garçon Scandaleux (CockyBoys/PinkTV)
- Michael DelRay - Beach Rats of Lauderdale (Falcon Studios)
- Sean Duran - Five Brothers: Family Values/The Takedown (NakedSword.com)
- Woody Fox - The Night Riders (Raging Stallion/Falcon)
- Tyler Hill - Vegas Nights (HelixStudios.com)
- Adam Killian - Nob Hill (NakedSword/Falcon)
- Cade Maddox - A Stepbrother’s Obsession (Icon Male)
- Blake Mitchell - Winter Break (8teenBoy.com)
- Adam Ramzi - Don’t Tell My Wife (Icon Male/Mile High)
- Colton Reece - The Pledge (Falcon Studios)
- Colby Tucker - The Rental House (Men.com)
- Austin Wolf - Rags to Riches (NakedSword/Falcon)
- Wesley Woods - Please, Mr. Postman (FamilyDick.com)

### Best Three-Way Sex Scene
- Jack Harrer, Peter Annaud & Marcel Gassion - Offensively Large 4 (BelAmi/Pulse)
- Paddy O'Brian, François Sagat & Lukas Daken - Anal Abduction (Men.com)
- Fame, Pheonix Fellington & Trent King - Business Deals (Noir Male/Mile High)
- Dalton Riley, Quin Quire & Justin Matthews - Couples Fix (NextDoorStudios.com)
- Beaux Banks, Judas King & Miller Axton - Drive the Beauxt (GuysinSweatpants.com)
- Max Konnor, Ray Dexter & Joseph Banks - Feed Me Your Love (PeterFever.com)
- Alam Wernik, Ben Masters & Clark Davis - Alam Wernik, Ben Masters & Clark Davis (CockyBoys.com)
- Rhyheim Shabazz, Jay Michaels & Jonathan Miranda - Rhyheim’s 3some (Timtales.com)
- Josh Moore, Devin Franco & Jeffrey Lloyd - London Calling (Falcon Studios)
- Adam Killian, Jessie Colter & Max Duro - Nob Hill (NakedSword/Falcon)
- Ricky Larkin, Sharok & Wade Wolfgar - Outta the Park! (Raging Stallion/Falcon)
- Cade Maddox, Michael Roman & Clay Towers - Preloaded (Skyn Men/Pulse)
- DeAngelo Jackson, Gustavo Ryder & Italo Andrade - Raw Threesome Party (PapiCock.com)
- Cutler X, Viktor Rom & Teddy Torres - Sky High 3-Way (CutlersDen.com)
- Joey Mills, Angel Rivera & Corbin Colby - Vegas Nights (HelixStudios.com)

### Performer of the Year
- Cade Maddox
- Calvin Banks
- Dante Colle
- Pheonix Fellington
- Devin Franco
- Max Konnor
- Ricky Larkin
- Ty Mitchell
- Pierce Paris
- Dakota Payne
- Johnny Rapid
- Taylor Reign
- Diego Sans
- Manuel Skye
- Arad Winwin

### Fan Awards – Favorite Bear
- Teddy Torres

### Fan Awards – Favorite Body
- Blake Mitchell

### Fan Awards – Favorite Bottom
- Rourke

### Fan Awards – Favorite Butt
- Beaux Banks

### Fan Awards – Favorite Cam Guy
- Callum and Cole

### Fan Awards – Favorite Cock
- Calvin Banks

### Fan Awards – Favorite Dom
- Austin Wolf

### Fan Awards – Favorite Daddy
- Rocco Steele

### Fan Awards – Favorite FTM Star
- Billy Vega

### Fan Awards – Favorite Top
- Zilv Gudel

### Fan Awards – Favorite Twink
- Joey Mills

### Fan Awards – Hottest Newcomer
- Rhyheim Shabazz

### Fan Awards – Social Media Star
- Armond Rizzo